# Inu to Hasami wa Tsukaiyō
Inu to Hasami wa Tsukaiyō (犬とハサミは使いよう?), también conocida como Dog & Scissors en inglés y abreviada a veces como InuHasa (犬ハサ?), es una novela ligera japonesa escrita por Shunsuke Sarai e ilustrada por Tetsuhiro Nabeshima. La historia sigue a Kazuhito Harumi, un estudiante obsesionado con la lectura de novelas que muere en un robo y se reencarna en el cuerpo de un perro salchicha, hasta que termina en propiedad de Kirihime Natsuno, su novelista favorita. Las novelas ligeras son publicadas por la editorial Enterbrain desde febrero de 2011, habiéndose publicado hasta 2013 un total 7 volúmenes. Inu to Hasami wa Tsukaiyō se ha sido adaptado al manga por Shōnen Ace.
Además posee una adaptación al anime producida por Gonzo, bajo la dirección de Yukio Takahashi, la cual ha fue estrenada el 1 de julio de 2013, Transmitida por las cadenas AT-X, Tokyo MX y TV Kanagawa.

## Argumento
Esta alocada comedia se centra en Kazuhito Harumi, un estudiante de Instituto que vive obsesionado con la lectura de novelas. Un día, él es asesinado en un robo y luego resucitado en el cuerpo de un perro salchicha. En su nueva forma, Kazuhito ahora pertenece Kirihime Natsuno que, además de ser su novelista favorita, es una mujer muy hermosa que lo ama y lo cuida ella aparte es una sádica de las tijeras.

## Personajes

### Principales
Kazuhito Harumi (春海和人Harumi Kazuhito?)
Seiyū: Takahiro Sakurai
Es un estudiante de Preparatoria que le encanta leer libros y novelas. El también es un ávido fanático de las obras de Shinobu Akiyama. Fue asesinado durante el robo a una cafetería, mientras protegía a un cliente. Lamentándose el no puede leer la última novela de Akiyama y el deseo de vivir, fue resucitado como un perro salchicha para su sorpresa.
Kirihime Natsuno (夏野 霧姫 Natsuno Kirihime?)
Seiyū: Marina Inoue
Una hermosa, pero sádica novelista con tijeras en mano, que adoptó a Kazuhito de una tienda de mascotas. Ella es la única persona que puede escuchar los pensamientos de Kazuhito en su forma de perro salchicha.  Ella es una famosa novelista aunque conocida solo por su seudónimo de Shinobu Akiyama, a la cual admira Kazuhito.
Madoka Harumi (春海 円香 Harumi Madoka?)
Seiyū: Kana Asumi
Hermana menor de Kazuhito. Estaba secretamente enamorada de su hermano, le encanta cocinar curry aunque es muy mala en la cocina. Tiene 15 años y esta en tercer año de secundaria. Hacia el final del anime logra ingresar al instituto donde estudió Kazuhito como estudiante de primer año.
Suzuna Hiiragi (柊 鈴菜 Hiiragi Suzuna?)
Seiyū: Shizuka Itou}}
Es la editora de las novelas de Shinobu Akiyama. Es un tanto masoquista hasta el punto de disfrutar que Natsuno abuse de ella. Además de Natsuno, ella también puede entender a Kazuhito.
Hami Ohsawa (大澤 映見 Ōsawa Hami?)
Seiyū: Ai Kakuma
Compañera de escuela de Kazuhito cuando estaba vivo, le prometió convertirse en escritora y dejarle ser el primero en leer su novela. Ganó un concurso de nuevos escritores con su novela Romance Celestial que inducia a la gente a atacar a Natsuno. Usa el seudónimo de Hotaru Huzimaki que es un anagrama del nombre completo de Kazuhito.
Maxi Akizuki (秋月 マキシ Akizuki Makishi?)
Seiyū: Yū Serizawa
Una de las tres escritoras jóvenes más vendidas junto a Shinobu Akiyama(Natsuno), poco después de publicar su primera novela se volvió una idol. Tiene una fuerte rivalidad con Natsuno, ya que ella sabe su identidad como Shinobu Akiyama.
Sachi Moribe (森部 佐芽 Moribe Sachi?)
Seiyū: Chiwa Saito
Touji Nakahara (中原 冬至 Nakahara Tōji?)
Seiyū: Rikiya Koyama
El ladrón responsable de causar la muerte de Kazuhito. También es un ávido lector de los libro de Natsuno e incluso peleas con movimientos inspirados en sus personajes con los libros gruesos de la serie de siete pecados capitales como armas y protección. Él es confrontado por Natsuno y dejado colgando de un puente después de su batalla. Cuando Natsuno alienta a Kazuhito a vengarse, este lo perdona.
Hinako Tanaka (田中 雛子 Tanaka Hinako?)
Seiyū: Kimiko Koyama

## Medios

### Novelas Ligeras
| Volumen   | Fecha de publicación  | ISBN                                                                               |
| --------- | --------------------- | ---------------------------------------------------------------------------------- |
| Volumen 1 | 28 de febrero de 2011 | ISBN 978-4-0472-7077-0                                                             |
| Volumen 2 | 30 de abril de 2011   | ISBN 978-4-0472-7221-7                                                             |
| Volumen 3 | 29 de agosto de 2011  | ISBN 978-4-0472-7470-9                                                             |
| Volumen 4 | 29 de febrero de 2012 | ISBN 978-4-0472-7842-4                                                             |
| Volumen 5 | 30 de junio de 2012   | ISBN 978-4-0472-8123-3                                                             |
| Volumen 6 | 30 de enero de 2013   | ISBN 978-4-0472-8656-6                                                             |
| Volumen 7 | 29 de junio de 2013   | ISBN 978-4-0472-8973-4 (edición limitada) ISBN 978-4-0472-8972-7 (edición regular) |

| Volumen   | Fecha de publicación     | ISBN                   |
| --------- | ------------------------ | ---------------------- |
| Volumen 1 | 29 de octubre de 2011    | ISBN 978-4-0472-7584-3 |
| Volumen 2 | 29 de septiembre de 2012 | ISBN 978-4-0472-8354-1 |
| Volumen 3 | 30 de agosto de 2013     | ISBN 978-4-0472-9093-8 |

### Anime
Una adaptación al anime de 12 episodios dirigida por Yukio Takahashi y producida por Gonzo se estrenó en la cadena AT-X el 1 de julio de 2013. LA serie tiene un total de 12 capítulos. La serie había sido adquirida para su transmisión en línea en Norteamérica por Crunchyroll, entonces propiedad de Chernin Group, además de estar licenciada en Norteamérica por Sentai Filmworks. Después de que Sentai Filmworks perdiera los derechos de la serie, Funimation volvió a licenciarla, que pasó a llamarse Crunchyroll en 2022 después de que su matriz Sony Pictures Television adquiriera el servicio ese mismo año.
El opening es Wan Wan Wan Wan N_1!! (わんわんわんわんN_1!!?) por Inu Musume Club (Marina Inoue, Kana Asumi, Shizuka Itou, Ai Kakuma y Yū Serizawa) mientras que el ending es Lemonade Scandal (レモネイドスキャンダル?) por Yū Serizawa.
| Número de episodio | Título                                                                                | Fecha de publicación |
| ------------------ | ------------------------------------------------------------------------------------- | -------------------- |
| Episodio 1         | Every Dog Has His day "Inu to Hasami wa Tsukai-yō" (犬とハサミは使いよう)             | 1 de julio de 2013   |
| Episodio 2         | Strike While the Dog is Hot "Inu wa Atsui Uchi ni Ute" (犬は熱いうちに打て)           | 8 de julio de 2013   |
| Episodio 3         | The Winter Dog Flies into the Fire "Tonde Hiniiru Fuyu no Inu" (飛んで火に入る冬の犬) | 15 de julio de 2013  |
| Episodio 4         | Drowning Men Clutch at Dogs "Oboreru Mono wa Inu o mo Tsukamu" (溺れる者は犬をも掴む) | 22 de julio de 2013  |
| Episodio 5         | Nothing Ventured, No Dog Gained "" (虎穴に入らずんば犬を得ず)                         | 29 de julio de 2013  |
| Episodio 6         |                                                                                       |                      |